# Musschenbroeks lori
Musschenbroeks lori (Neopsittacus musschenbroekii) is een soort lori uit het geslacht Neopsittacus. Het is een endemische vogelsoort uit Nieuw-Guinea. De vogel is beschreven door Hermann Schlegel en vernoemd naar Samuel Corneille Jean Wilhelm van Musschenbroek. De vogel wordt niet vaak in gevangenschap gehouden.

## Beschrijving
Musschenbroeks lori is klein (21 cm) en overwegend groenachtig met een rode borst en gelige streping op de wangen. Deze soort lijkt sterk op de smaragdlori maar verschilt door de gele veren aan de onderkant van de staart (zie plaatje), de grote gele snavel en minder rood op de borst. Beide lori's komen soms voor in hetzelfde gebied en kunnen gezamenlijk in hetzelfde bos foerageren, maar ze zullen altijd opvliegen in aparte groepjes, soort bij soort.

## Voorkomen en leefgebied
Musschenbroeks lori is een vogel van het hooggebergte, zowel in het gehele centrale hoogland als op Vogelkop en het Huonschiereiland (provincie Morobe, Papoea-Nieuw-Guinea). Het is een algemene vogel van bosgebieden in het gebergte in de zone tussen 1400 en 2300 m boven de zeespiegel.
De soort telt twee ondersoorten:
- N. m. musschenbroekii: Vogelkopgebergte (noordwestelijk Nieuw-Guinea).
- N. m. major: de bergen van het noordelijke deel van Centraal- tot zuidoostelijk Nieuw-Guinea.

## Status
De grootte van de populatie is niet gekwantificeerd maar de soort wordt omschreven als vrij algemeen. Op de Rode lijst van de IUCN heeft deze soort de status niet bedreigd.